# Скотт Раян
Скотт Раян (англ. Scott Ryan; нар. Мельбурн, Австралія) — австралійський актор, режисер, сценарист, монтажер та продюсер. Найбільш відомий за роллю Рея Шосміта у стрічці «Чарівник» та телесеріалі «Посередник».

## Фільмографія
| Рік       |   | Українська назва | Оригінальна назва | Роль       |
| --------- | - | ---------------- | ----------------- | ---------- |
| 2018—2019 | с | «Посередник»     | Mr Inbetween      | Рей Шосміт |
| 2005      | ф | «Чарівник»       | The Magician      | Рей Шосміт |

## Премії та номінації
| Рік  | Нагорода       | Категорія                            | Фільм      | Результат |
| ---- | -------------- | ------------------------------------ | ---------- | --------- |
| 2019 | «AACTA»        | Найкращий актор у телевізійній драмі | Посередник | Номінація |
| 2019 | «Logie Awards» | Найвидатніший актор                  | Посередник | Перемога  |
| 2018 | «AACTA»        | Найкращий новий талант               | Посередник | Перемога  |
| 2018 | «AACTA»        | Найкращий сценарій телебачення       | Посередник | Номінація |